# Alpin KG
Die Alpin KG ist eine von Markus Wolfahrt gegründete Musikgruppe, die sich der alpenländischen Volksmusik, dem Schlager und der Popmusik verschrieben hat.

## Geschichte
Gegen Ende des Jahres 2018 gründete Markus Wohlfahrt gemeinsam mit Markus Kuen (Trompete, Posaune), Lenz Ganahl (Tuba, Bariton), Stefan Hörtnagl (Saxophon, Steirische), Manuel Stix (Schlagzeug), Thomas Tolloy (Gitarre) und Sebastian Hödl (E-Bass, Posaune) die Alpin KG. Im selben Jahr erschien die Single Made in Tirol kurze Zeit später gefolgt von dem Debütalbum Klostertaler Generation im Jahr 2019. Im darauffolgenden Jahr 2020 veröffentlichte die Alpin KG ihre zweite Single, die den Titel Aber nimma lang trägt.

## Diskografie

### Alben
- 2019: Klostertaler Generation (Electrola)

### Singles und EPs
- 2018: Made in Tirol (Universal)
- 2020: Aber nimma lang (Universal)